# Álvaro Rico Ladera
Álvaro Rico Ladera (La Puebla de Montalbán, Toledo, 13 d'agost de 1996) és un actor espanyol.

## Trajectòria
El 2011 va iniciar la seva activitat com a actor en una adaptació teatral de La Celestina.
El 2017 va fer el seu debut en televisió en un episodi de Centro médico. També el 2017 va interpretar Nicolás en alguns capítols de la sèrie Velvet Colección. A finals del mateix any es va anunciar que seria un dels protagonistes de la sèrie de Netflix Élite, on interpreta Pol, un jove bisexual que protagonitza un trio amorós amb Carla (Ester Expósito) i Christian (Miguel Herrán).
El 2019 va fitxar per El Cid, una nova sèrie d'Amazon Prime.

## Filmografia[4]

### Sèries de televisió
| Any   | Títol            | Personatge       | Cadena                    | Dades       |
| ----- | ---------------- | ---------------- | ------------------------- | ----------- |
| 2017  | Velvet Colección | Nicolás          | #0                        | 7 episodis  |
| 2018- | Élite            | Polo             | Netflix                   | 16 episodis |
| 2020- | El Cid           | Nuño             | Amazon Prime              |             |
| 2021  | Alba             | Jacobo Enterríos | Atresmedia / Boomerang TV | 13 episodis |

### Curtmetratges
- Todos mis padres (2019)